# Морски юнкер
Морският юнкер (Coris julis) е вид лъчеперка от семейство Зеленушкови (Labridae).

## Разпространение и местообитание
Това е топлолюбива риба, обитаваща крайбрежните зони. Среща се в Атлантическия океан, Средиземно море и рядко в Черно море.

## Размери
Рибата има дължина на тялото 26 cm и тегло 100 – 178 г. Тялото е удължено с люспички.

## Хранене
Храни се с мекотели и ракообразни, като рядко яде и рибки.

## Стопанско значение
Слави се с добри вкусови качества.